# 新鬼武者プロジェクトプレゼンツ 赤鬼のパンツ!青鬼のパンツ!
新鬼武者プロジェクトプレゼンツ 赤鬼のパンツ!青鬼のパンツ!（しんおにむしゃプロジェクトプレゼンツ あかおにのパンツ!あおおにのパンツ!）は、ラジオ大阪が製作したラジオ番組。2006年1月26日にカプコンから発売されたゲーム『新 鬼武者 DAWN OF DREAMS』に関連する番組である。

## 放送期間
- 2005年4月2日から2006年4月1日まで。

## 放送時間

### OBCラジオ大阪
- 土曜日 24:30-25:00（30分間）
  - 12月24日分は特別番組のため、23日24:30から開始。

### TBSラジオ
- 土曜日 25:30-26:00（30分間）
  - 12月31日分は年末年始に伴い、同局のみ放送が休止した。

## 番組内容
ラジオ大阪では「アニメ&ゲームゾーン(1314 V-STATION)」として、TBSラジオでは「アニメ&ゲームゾーン(954 V-STATION)」として、2005年春（4月2日）より毎週土曜日深夜（日曜日）に放送された。
同番組は、インターネットによる番組配信をしており、『新 鬼武者』の公式ウェブサイトで公開されている。当初は、カプコンの配信ページCapcom Radio Waveにて公開されていた（7月から『新鬼武者』公式ウェブへ移行）。
また、番組は、ゲーム『新 鬼武者』の宣伝番組の位置づけであるが、同ゲームに触れないことが多い。特に、同番組が開始された当初（4月いっぱい）は番組名を「カプコンプレゼンツ 赤鬼のパンツ!青鬼のパンツ!」としていたため、ゲームには全くふれず、石川とゆかなのトークが中心であった。なお、4月下旬に番組の趣旨が公開され、翌週より番組名を「新鬼武者プロジェクトプレゼンツ 赤鬼のパンツ!青鬼のパンツ!」へと変更した。

## パーソナリティ
- 石川英郎（2005年4月2日より）（英（ひで）パン）
- ゆかな（2005年4月2日より）（ゆかパン）
- 楠田敏之（2005年7月2日より）（楠（くす）パン）

番組中は、タイトルが「赤鬼のパンツ!青鬼のパンツ!」とあることから名前の尾に「パン」をつける。4月下旬頃に番組中で決定した。

### その他
10月30日にゆかなのライヴが行われたが、この際、石川からライヴ会場へと送られた生花で、名前を「英パン・楠パンで頼んだ」ものが花屋の手違い・勘違いによりぽんとなっていた。後のOAでは、フリートーク・ふつおたのほとんどがこの件についての石川からの説明に当てられてしまった。

## 番組コーナー
1月のゲーム発売により、本来の趣旨が終了したため、徐々にコンテンツが終了している。

### 最終回まで行われたコーナー
- ぬぅ? - 石川のアニキ（石川英郎）が「リスナーの怒りや悲しみなど」をバッサリと切り捨てて、スッキリさせてくれるというコーナー。オープニング前に行われる。

### その他
- ふつおた - リスナーから送られてきた「フツー」おたよりを元にトークしていくコーナー。

### 終了したコーナー

#### 2005年4月2日から6月25日
- パンツの穴 -  リスナーが今、「ハマッているモノ（コト）」・「身の回りで流行っているモノ（コト）」をうんちくいっぱいに語るというコーナー。
- 大人は何でも知っている!? - お子ちゃまリスナーの素朴な疑問に、オトナである石川英郎先生・ゆかな先生が軽やかにお答えてくれるコーナー。
- 鬼のパンツはいいパンツ~! - リスナーが抱え込んでしまった「重大な秘密」「でも、人にいいたい」という人のための「『ヒミツ』を発散する」コーナー。

#### 2005年7月2日から2006年1月
- ハギーのパンツ - カプコンのパブ担当（ナゾの人!?）が新鬼武者（ゲーム）についてお知らせ・紹介するコーナー。

#### 2005年7月2日から2006年3月4日
- 新 鬼武者ラジオドラマ - 赤鬼のパンツ!青鬼のパンツ!でしか聞けないラジオドラマ。番組後半エンディング前に行われる。
  - 新 鬼武者〜結城秀康地獄変〜（ラジオドラマ・第1弾）（7月〜9月）
  - 新 鬼武者〜柳生十兵衛茜の旅立ち〜（ラジオドラマ・第2弾）（10月〜1月）
  - （以後、短編シリーズ）（1月〜3月4日まで）

#### 2005年7月2日から2006年3月25日
- 赤の一撃!青の一撃! 
  - 2005年9月3日-2006年3月25日（ヴァージョン2）「投稿ネタでネタじゃんけん対決」
    - 先週勝ち抜いた者（赤チーム）と挑戦者（青チーム）、先週負けた者（審判）に分かれ、リスナーから送られてきた「おもしろネタ」でじゃんけんをするコーナー。前回のヴァージョンとは異なり、ゆかなも参戦。また、両チームが1コーナーで発表できるネタは3つに拡大。審判は総合的に3つのネタをみて判断した。下ネタを嫌ったゆかなが審判を行った際には、下ネタを1つでも取り上げた場合、無条件で同チームがいくら面白いネタを言ったとしても、他のチームに軍配をあげた（主に、石川が下ネタを好んだため、楠田に軍配が上がった）。しかし、石川が審判をする場合は、下ネタが有利となったが、石川の審判時には、下ネタはなかった。この戦いでは、全員が8勝で引き分けという結果となった。

  - 2005年7月2日-8月27日（ヴァージョン1）「アドリブ重視のお題で対決」
    - 石川（赤チーム）と楠田（青チーム）に分かれ、リスナーからのお便りを元に、『男のプライド』をかけ、「いかにおもしろ解答をするか」で競い、1コーナーお互い1つのネタで戦った。判定はゆかな。なお、名言「キャバレーピンピン」は、同ヴァージョンから楠田の解答によって生まれた。お題は「イケてないバンド名は？」だった。この戦いで楠田が負け、罰である「楠パン 今夜の負け戦」をすることとなる。
- 楠パン今夜の負け戦（いくさ）
  - 赤の一撃!青の一撃!ヴァージョン1で負けた（青チーム）楠パンの罰に当たるコーナー。

## タイムテーブル
- 30分台 - ぬぅ
  - 31分台 - オープニングトーク
  - 34分台 - 新鬼武者CM
- 34分台 - フリートーク、ふつおた
  - 43分台 - 赤の一撃!青の一撃!
  - 55分台 - ふつおた、エンディングトーク
- 58分台 - 赤の一撃!青の一撃!罰コーナー

### 補足
同番組の本来の目的『新 鬼武者』のゲーム発売が近づいた1月は、上記タイムテーブルにいくつかの修正があった。
- 34分台のフリートーク、ふつおたはすべてをフリートークに当てられた。
- 43分台の赤の一撃!青の一撃!はすべてをゲームの紹介および出演者による実演に当てられた。

2月4日の放送で、一部コーナーの終了があったため、下記時間帯枠の終了および補てん。
- 40分台のハギーのパンツの終了に伴い、すべてをフリートーク・ふつおたに当てる。
- ハギーのパンツ終了で、余った時間を出演者のリリースしたCDを流すことになる。
  - 48分台の新鬼武者ラジオドラマが終了。これに伴い、3月11日より「フリートーク」「ふつおた」が延長。
- 43分台の赤の一撃!青の一撃!、楠パン 今夜の負け戦が25日に終了。これに伴い、最終回4月1日の放送は「ふつおた」・「フリートーク」が中心、エンディングには赤パン！青パン！のドラマ仕立てで幕を閉じた。

## 公開録音
- 9月17日・18日、新鬼武者の『TOKYO GAME SHOW 2005』出展が決まり、カプコンブースにて14:00から羽多野渉、小林沙苗の2人のゲストを迎え、公開録音が実施された。なお、公開録音の模様は9月24日深夜と10月1日深夜に放送される。

## 特番

### ローカル放送（ラジオ大阪のみ）
- 4月2日、初回放送（TBSと別ヴァージョン）
- 7月2日、Vステ夏の陣・内包（TBSと別ヴァージョン）
- 12月17日、Vステ冬の陣・内包（TBSと別ヴァージョン）
- 12月31日、お正月特別版放送（TBSの放送はなし）

### TBS年末年始放送休止について
2005年12月17日（深夜）の放送で、ラジオ大阪では「Vステ冬の陣枠内」として、TBSでは「TBS限定ヴァージョン」として放送された。ラジオ大阪では石川・ゆかなの生放送での登場はなかったが、ケータイによる生中継を行い、通常コンテンツの「ぬぅ」および「ハギーのパンツ」を行った。なお、番組恒例ラジオドラマの放送がなかった。TBSでは、石川・ゆかな・楠田が登場し、いつもの通り番組が進められ、ラジオドラマも行われた。
結果的に、同日のTBSとラジオ大阪ではラジオドラマの有無があったが、新年（2006年1月7日）の放送からどちらの局も同じ内容となった。